# Bandera de Santa Elena

Bandera del Gobernador de Santa Elena

Antigua bandera, en uso desde 1874 a 1984

La bandera de Santa Elena fue adoptada el 4 de octubre de 1984. 
Esta bandera es una enseña azul británica, en la que figura la Union Jack en el cantón e incorpora el escudo de Santa Elena en la parte más alejada del mástil. La enseña azul es la bandera utilizada con más frecuencia por las dependencias británicas y algunas instituciones británicas de carácter gubernamental. Algunos países que son antiguas colonias del Reino Unido, como Australia o Nueva Zelanda, utilizan el diseño de la enseña azul en sus banderas nacionales.
El gobernador británico de Santa Elena cuenta con una bandera propia que, siendo igual que la bandera del Reino Unido, incorpora el escudo de la isla en su parte central, rodeado por dos ramas de laurel.
Esta bandera es además utilizada como bandera del territorio británico de ultramar de Santa Elena, Ascensión y Tristán de Acuña, en la cual se encuentra la isla, aunque la bandera no se utiliza para todas las islas de Santa Elena. Tristán de Acuña utiliza su propia bandera desde octubre de 2002, mientras que la isla de Ascensión utiliza la suya desde mayo de 2013.